# Luzula racemosa
Luzula racemosa  ist eine Pflanzenart aus der Gattung Hainsimsen (Luzula) innerhalb der Familie der Binsengewächse (Juncaceae). Sie kommt in der Neotropis vor. Im Gebiet am peruanischen Fluss Río Huancabamba (Region Cajamarca), wird diese Pflanzenart als „hierba de dominación“ in magischen Riten verwendet, um seine Feinde zu dominieren.

## Beschreibung

### Vegetative Merkmale
Luzula racemosa ist eine ausdauernde krautige Pflanze, die Wuchshöhen von 5 bis 45 Zentimetern erreicht. Mit aufrechten oder aufsteigenden Rhizome bildet sie Rasen und besitzt keine Ausläufer. Die aufrechten Stängel sind gerade bis leicht gekrümmt und weisen einen Durchmesser von 0,5 bis 2 Millimetern auf. Es gibt fünf bis mehrere grundständige Blätter pro Stängel, die in einer lockeren Rosette zusammen stehen. Die Blattscheiden sind kurz. Die einfachen Blattspreiten sind 5 bis 25 Zentimeter lang und 0,1 bis 0,4 Zentimeter breit, flach oder manchmal verdickt und konkav mit spitzem oberen Ende. Die bis zu vier Stängelblätter sind bis zu 15 Zentimeter lang, wobei ihre Scheide ein Sechstel bis ein Drittel der Länge einnimmt; sie können auch fehlen. Der Blattrand ist behaart, besonders bei jungen und bei Stängelblättern.

### Generative Merkmale
Der endständige, aufrechte bis nickende, ährenähnliche rispige Blütenstand enthält drei bis mehrere Blüten-Büschel. Diese Büschel sind bei einer Länge von 0,5 bis 1,5 Zentimetern sowie einer Breite von 0,3 bis 1 Zentimetern länglich bis eiförmig und sitzend bis kurz gestielt. Das unterste Tragblatt des Blütenstands ist krautig, bei einer Länge von unter 5 Zentimetern meist deutlich länger als die Blütenbüschel und linealisch. Die weiter oben stehenden Tragblätter sind zunehmend kürzer. Die Blütenhüllblätter sind ungleich und dunkel kastanien-braun oder weiß. Die äußeren Blütenhüllblätter sind 2,5 bis 4 Millimeter lang, die inneren 2 bis 3,5 Millimeter. Es ist meist ein, häufig auch zwei Kreise mit je drei Staubblättern vorhanden, die 0,6 bis 1,5 Millimeter lang sind. Die Staubbeutel sind bei einer Länge von 0,2 bis 0,5 Millimetern länglich bis linealisch und sind meist sie kürzer als die Staubfäden.
Die kastanien-braune Kapselfrucht ist bei einer Länge von 1,5 bis 2 Millimetern sowie einer Breite von 1 bis 1,5 Millimetern breit-ellipsoid bis eiförmig, dreilappig bis dreieckig. Die Frucht ist meist deutlich kürzer als die Blütenhüllblätter, manchmal aber fast gleich lang. Beim Öffnen krümmt sich die komplette Fruchtklappe nach hinten. Die Samen sind bei einer Länge von 9,7 bis 1,1 Millimetern sowie einem Durchmesser von 0,4 bis 0,6 Millimetern ellipsoid und braun mit einer durchsichtigen, runzeligen äußeren Samenhülle.

## Vorkommen
Luzula racemosa kommt von den Hochländern von Zentral-Mexiko bis Guatemala und in den Anden von Venezuela bis Chile sowie Argentinien vor.
Sie gedeiht in Höhenlagen von 2900 bis 4700 Metern, meist jedoch über 3500 Metern. Sie wächst an gut entwässerten, sonnigen Standorten in Lichtungen des obermontanen Waldgürtels sowie in den Páramos oberhalb der Baumgrenze.

## Systematik
Die Erstbeschreibung von Luzula racemosa erfolgte 1808 durch Nicaise Auguste Desvaux in Journal de Botanique, rédigé par une société de botanistes, 1, Seite 162, Tafel 6, f. 3. Synonyme für Luzula racemosa Desv. sind: Juncoides racemosa (Desv.) Kuntze, Juncoides macusaniensis (Steud. ex Buchenau) Kuntze, Luzula humilis Buchenau, Luzula macusaniensis Steud. ex Buchenau, Luzula spicata var. interrupta E.Mey., Luzula racemosa var. humilis (Buchenau) T.C.E.Fr.

### Botanische Geschichte
Die Verwandtschaftsgruppe um Luzula racemosa ist eine recht variable mit morphologisch recht unterschiedlichen Populationen; es gibt zwischen ihnen jedoch keine deutlichen Grenzen, auch war kein Zusammenhang zwischen ökologischer und genetischer Variation bekannt. Balslev 1996 hatte daher die drei schon früher als eigene Arten beschriebenen Luzula racemosa, Luzula peruviana und Luzula chilensis zu einer Art, Luzula racemosa, vereint. Dies wurde aber bei H. Balslev, A. Zuluaga: Juncaceae. In: Flora de Colombia, Volume 26, 2009 und O. Hokche, P. E. Berry, O. Huber (eds.): Nuevo Catálogo de la Flora Vascular de Venezuela, 2008 sowie Drábková et al. 2006 nicht bestätigt und es sind dort eigene Arten.